# Hedgrässnäcka
Hedgrässnäcka (Vallonia excentrica) är en snäckart som beskrevs av Sterki 1893. Hedgrässnäcka ingår i släktet Vallonia och familjen grässnäckor. Arten är reproducerande i Sverige. Inga underarter finns listade i Catalogue of Life.